# Eurynolambrus australis
Eurynolambrus australis is een krabbensoort uit de familie van de Majidae. De wetenschappelijke naam van de soort is voor het eerst geldig gepubliceerd in 1841 door H. Milne Edwards & Lucas.